# Betten- und Schlafmuseum Freiberg

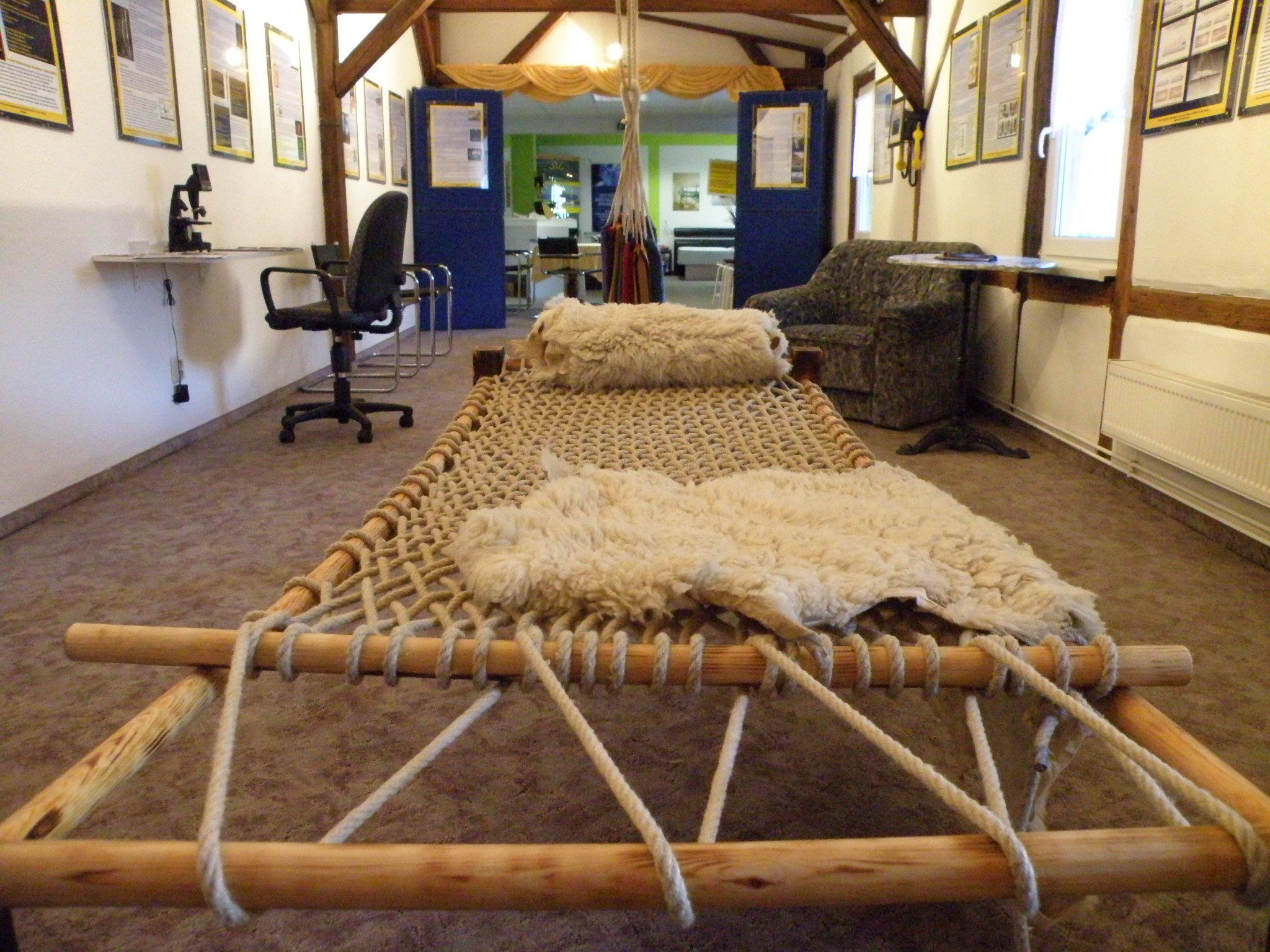
Von historischen Darstellungen nachempfundenes Charpai (Seilbett) aus Indien

Das Betten- und Schlafmuseum ist ein seit 2012 bestehendes Privatmuseum in der sächsischen Stadt Freiberg. Die Ausstellung beschäftigt sich auf ca. 600 m² mit der Bett- und Schlafkultur.

## Geschichte, Aufgaben und Ziele

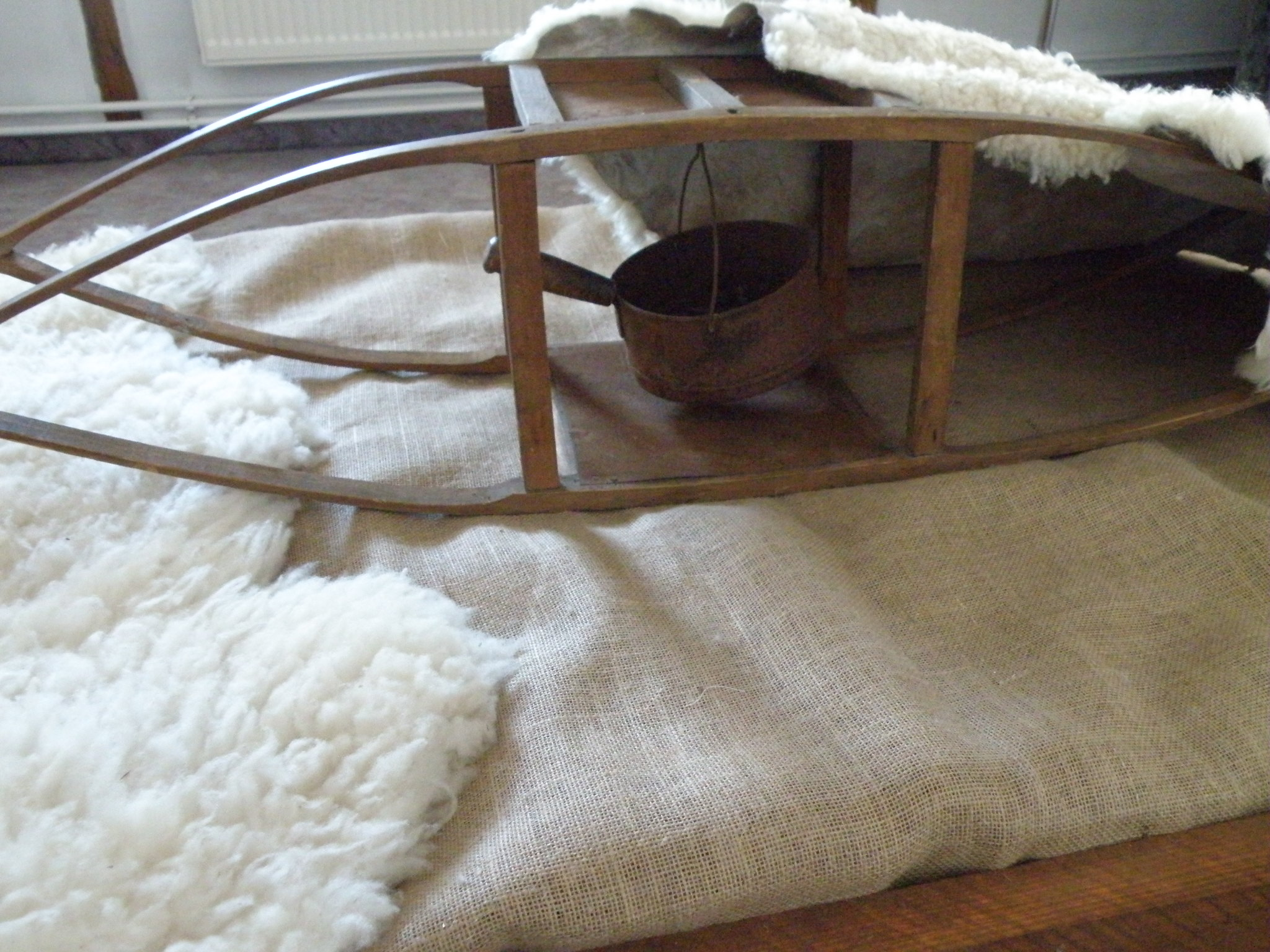
„Katalanischer Esel“: Ein ursprünglich aus Spanien stammender Bettvorwärmer. Die Wärme der glühenden Kohlen in dem hängenden Topf erwärmte die Betthöhle unter der Zudecke. Dieses Exponat stammt aus Frankreich.

Das am 10. November 2012 eröffnete Museum widmet sich thematisch der Rolle des Schlafes im Lauf der Menschheits- und Entwicklungsgeschichte, wie dem Schlaf bei Kindern und Jugendlichen, dem Schlaf im Alter, Schlafphänomenen, wie Schlafwandeln, Schlafapnoe, Schnarchen und Träumen. Das Museum bietet einen Einblick in die Entstehung, Ursachen und Folgen von Schlafstörungen und vermittelt Anregungen für eine gesunde Schlafhygiene. Gleichzeitig wird dargestellt, wie in Vergangenheit und Gegenwart geschlafen wurde und wird.
Der Eröffnung des Museums ging eine jahrelange Recherchearbeit und Sammlung von Exponaten durch den Museumsleiter Thomas Uhlmann voraus.

## Sammlung/Dauerausstellung

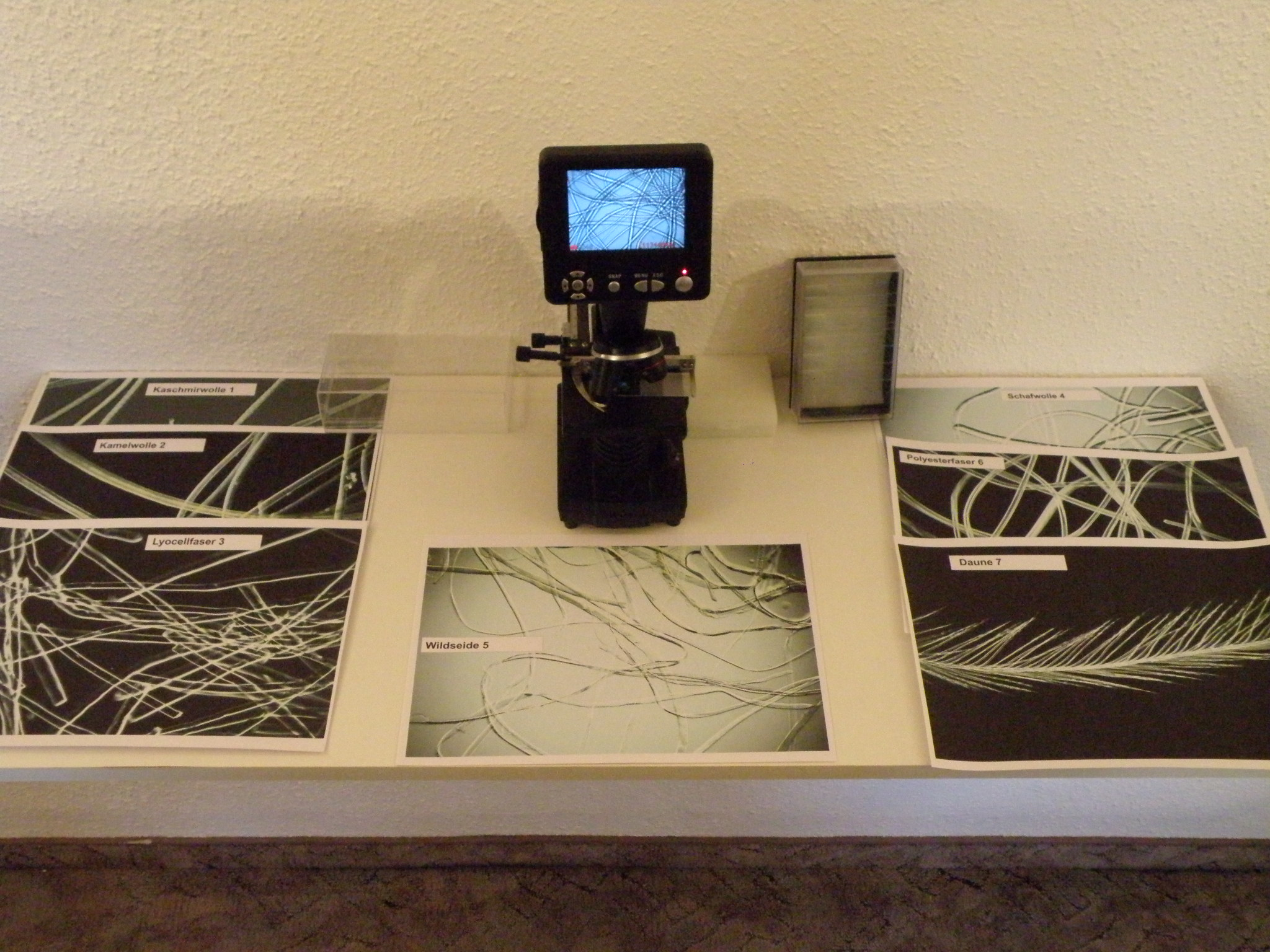
Arbeitsplatz im Betten- und Schlafmuseum Freiberg, zur Untersuchung verschiedener Bettfüllungen

Die Sammlung beinhaltet über 100 Exponate im Erhaltungszustand von neu bis nicht mehr funktionsfähig, Restaurierungsmaßnahmen sind nicht geplant.
Etwa 120 Thementafeln geben Hintergrundinformationen zur Bett- und Schlafgeschichte. Ein Mikroskop-Arbeitsplatz ermöglicht dem Besucher verschiedene Bettfüllungen (Schafschurwolle, Wildseide, Kaschmirwolle, Kamelwolle, Lyocell, Polyesterfasern sowie Federn und Daunen) in Vergrößerung zu betrachten.

## Museumskonzept
Als Werbeträger des angeschlossenen Bettenherstellers ist der Eintritt kostenlos.